# سلوق
سلوق (به عربی: سلوق) یک منطقهٔ مسکونی در لیبی است که در بنغازی واقع شده‌است. سلوق ۱۵٬۵۴۳ نفر جمعیت دارد و ۵۳ متر بالاتر از سطح دریا واقع شده‌است.